# Димінський Петро Петрович
Петро́ Петро́вич Димі́нський (нар. 27 листопада 1954, Кривий Ріг, УРСР) — український бізнесмен і політик, співвласник паливно-промислової групи «Континіум», колишній власник ІА «ZIK». Колишній президент ФК «Карпати» (Львів). Фігурант смертельної ДТП на Львівщині.
Раніше професійний футболіст. Закінчив юнацьку школу «Кривбасу» і у 1972–1973 рр. виступав за дубль цього клубу, а згодом за «Шахтар» (Червоноград).

## Життєпис
Народився у сім'ї шахтаря. У 1975—1976 рр. працював робітником на шахті «Південна» і «Центральна» ВО «Кривбасруда». У 1977 р. закінчив Криворізький гірничорудний інститут і отримав направлення до Західної України — на шахти біля Червонограда (ВО «Укрзахідвугілля»).
Від 1977 по 1982 — підземний гірничий майстер, згодом — виконувач обов'язків начальника; начальник підземної добувної ділянки шахти ім. Ленінського комсомолу ВО «Укрзахідвугілля».
У 1982—1987 рр. — начальник зміни, головний інженер шахти 10 «Великомостівська» ВО «Укрзахідвугілля».
У 1987—1992 рр. — директор шахти 3 «Великомостівська».
У 1992—1995 рр. — технічний директор Українсько-польського спільного підприємства «Галметал», м. Червоноград.
1998—2002 — голова спостережної ради нафтопереробного комплексу «Галичина» (власник 42 % акцій підприємства).
З літа 2001 року — почесний президент футбольного клубу Карпати (Львів).
2007 журнал Фокус його статки оцінював у 400 млн доларів., але наступні кілька років він не входив до їхнього списку найзаможніших українців. З'явився у схожому рейтингу від журналу Forbes Україна лише у 2012 році, коли його статки оцінили у 170 млн доларів.
Одружений, має дві доньки.

## Участь у смертельному ДТП
18 серпня 2017 року біля села Ямельня на Львівщині близько 15:00 автомобіль Димінського Mercedes S 65 AMG з номером АС0277ВР скоїв ДТП. Його авто, грубо порушуючи ПДР, здійснював на великій швидкості обгін на перехресті з другорядною дорогою, внаслідок чого зіткнувся з автомобілем Наталії Тріли, що виїжджала з цієї дороги на головну. 31-річна Наталія загинула на місці, її машину від удару відкинуло на 40 м, після чого Димінський втік із місця трагедії. З свідченнями свідків, за кермом авто винуватця був саме Димінський, проте його адвокати стверджували, що автівкою керував його охоронець Андрій Борщ, що згодом взяв на себе відповідальність за ДТП. Суд обрав Борщеві арешт без застави, згодом арешт замінили на домашній, а сам Димінський проходив у справі як свідок. Його кілька разів викликали на допит, проте до суду він не приходив.
23 серпня, за кілька днів після аварії Димінський вилетів з України до Женеви. Дочекавшись його втечі, поліція обшукала його офіси у Львові, зібравши зразки його ДНК для експертизи.
30 серпня 2017 року експертиза ДНК із подушок безпеки в автомобілі засвідчила, що охоронець Димінського Борщ не був за кермом на момент аварії, а за кермом перебував саме Димінський. 9 грудня мати загиблої Наталії Тріли Марія Тріла заявила про повне відшкодування збитків від ДТП та відсутність матеріальних претензій у зв'язку з аварією.
12 грудня 2017 року Печерський суд Києва надав дозвіл на затримання Димінського та доправлення його до суду, на нього подали документи до Інтерполу. Після цього Димінського неодноразово бачили на матчах його ФК «Карпати» за кордоном, але жодних дій для затримання не було здійснено.
У лютому 2019 року Апеляційний суд Києва скасував арешт Димінського.

## Бізнес
- ФПГ Континіум
- Нафтопродукти (НПК «Галичина»)
- до червня 2019 року — Медіабізнес (інформаційне агентство ЗІК)[17])
- Спорт (ФК «Карпати», щорічний бюджет якого становить близько 12 млн доларів.[18])

Відповідно до спільного журналістського розслідування Білоруського розслідувальницького центру, NGL.media, OCCRP та інших розслідувачів, а також Кіберпартизан, продаж ZIK пройшов через білоруський «Абсолютбанк», що належав бізнесменові Миколі Вороб'ю, а кіпрська компанія Димінського вела безуспішні переговори про купівлю білоруського «БТА Банку».

## Політика
З квітня 2002 по березень 2005 — Народний депутат України 4-го скликання, обраний по виборчому округу № 122 Львівська область
Діяльність у ВРУ:
- Член Комітету з питань паливно-енергетичного комплексу, ядерної політики та ядерної безпеки
- Член Тимчасової слідчої комісії для з'ясування обставин вчинення неправомірних дій працівниками податкової служби, що призвели до зупинення роботи ВАТ «Нафтопереробний комплекс — Галичина» (Дрогобич), а також з'ясування причин, що зумовили призупинення роботи ЗАТ «Укртатнафта» (Кременчук, Полтавська область)
- Член групи з міжпарламентських зв'язків з Японією, Німеччиною, США, РФ, Саудівською Аравією, Великою Британією

Переходи по фракціях:
- Фракція «Наша Україна» 15.05.2002 — 26.11.2002
- Фракція «Регіони України», якою була представлена у Верховній Раді Партія Регіонів 22.05.2003 — 14.05.2004

Перед парламентськими виборами 2006 підтримав короткочасний політичний проєкт — партію екологічного порятунку «ЕКО+25 %», де був під № 9 у списку, але «ЕКО+25 %» до Верховної Ради потрапити не зуміла, бо набрала лише 0.47 % голосів (за партію проголосувало 120 тисяч виборців).

## Родина
- Дружина Олена Іванівна

- Доньки Анастасія й Жанна[7].